# Praia da Serraria

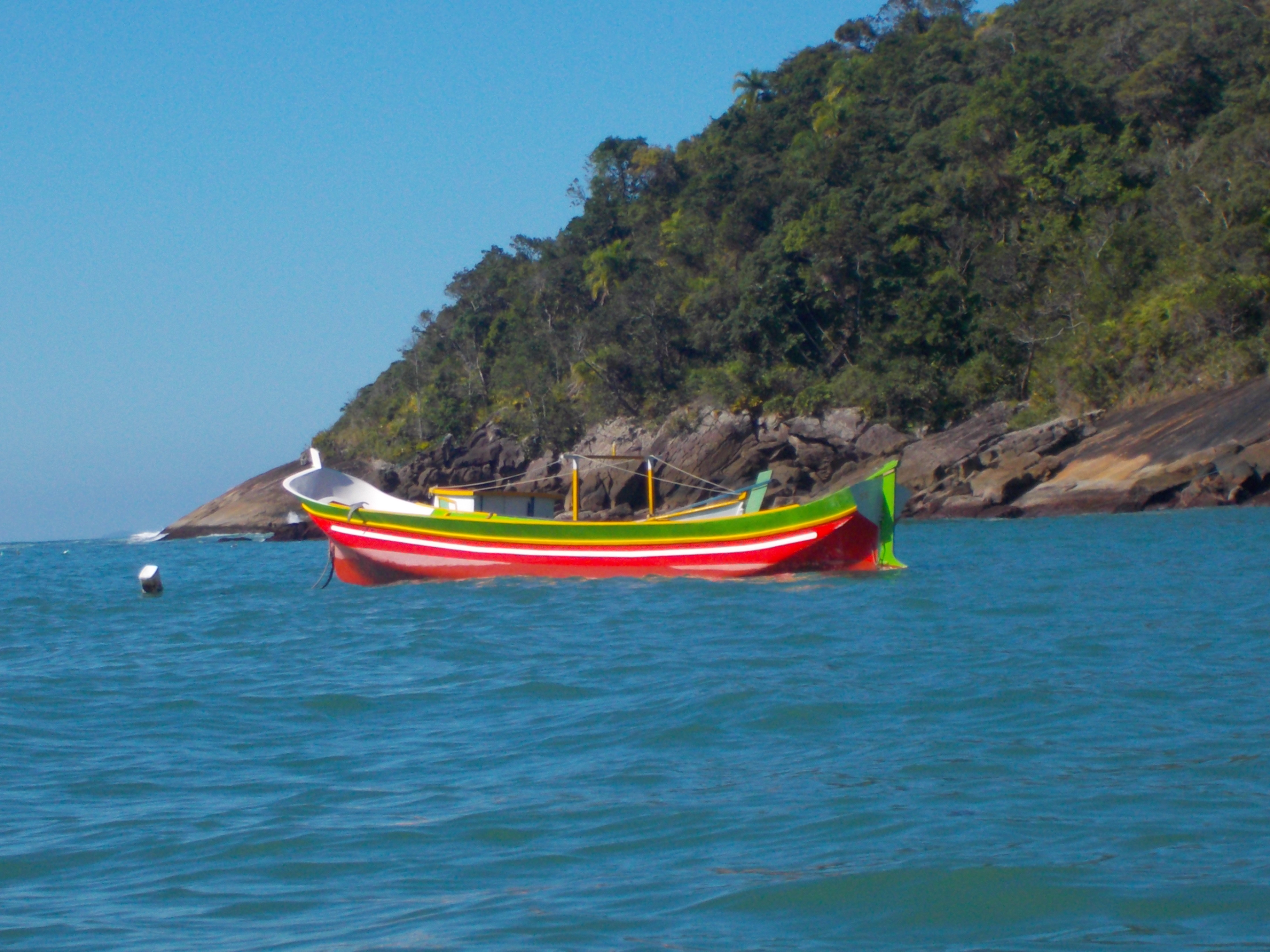
Praia da Serraria.

A Praia da Serraria é uma praia brasileira localizada no distrito de Paranabi, em Ilhabela, São Paulo.
Praia calma, com um vilarejo onde residem cerca de 120 pessoas que vivem só dá pesca, todas em casas com placas de energia solar.
Possui uma escola e uma capela, além de um pequeno restaurante que serve peixes frescos e bebidas em geral. Um riacho de águas cristalinas atravessa o vilarejo. Seu acesso é somente pelo mar ou por trilhas na mata.